# Ярославский резино-асбестовый комбинат
Ярославский резино-асбестовый комбинат (ЯРАК) — крупное объединение промышленных предприятий, построенных в годы Первой пятилетки в Ярославле; расформировано в 1941 году.
В 1928 году было принято Постановление ВСНХ о строительстве в Ярославле резино-асбестового комбината, включающего механический, шинный, асбестовый, подошвенный, регенераторный заводы, кордную фабрику и теплоцентраль. Ярославский резино-асбестовый комбинат — самый крупный объект Первой пятилетки (1929—1933) в Ярославской области. Согласно проекту он должен был стать крупнейшим в Европе и перерабатывать 75 % общесоюзного, то есть 20 % мирового производства каучука. Наиболее важная часть комбината — шинный завод — должен был производить автопокрышки практически для всей автомобильной и тракторной промышленности СССР. Одновременно с комбинатом строилась и его инфраструктура — жилые дома, клуб «Гигант», фабрика-кухня, школы и детские сады, больница и баня.

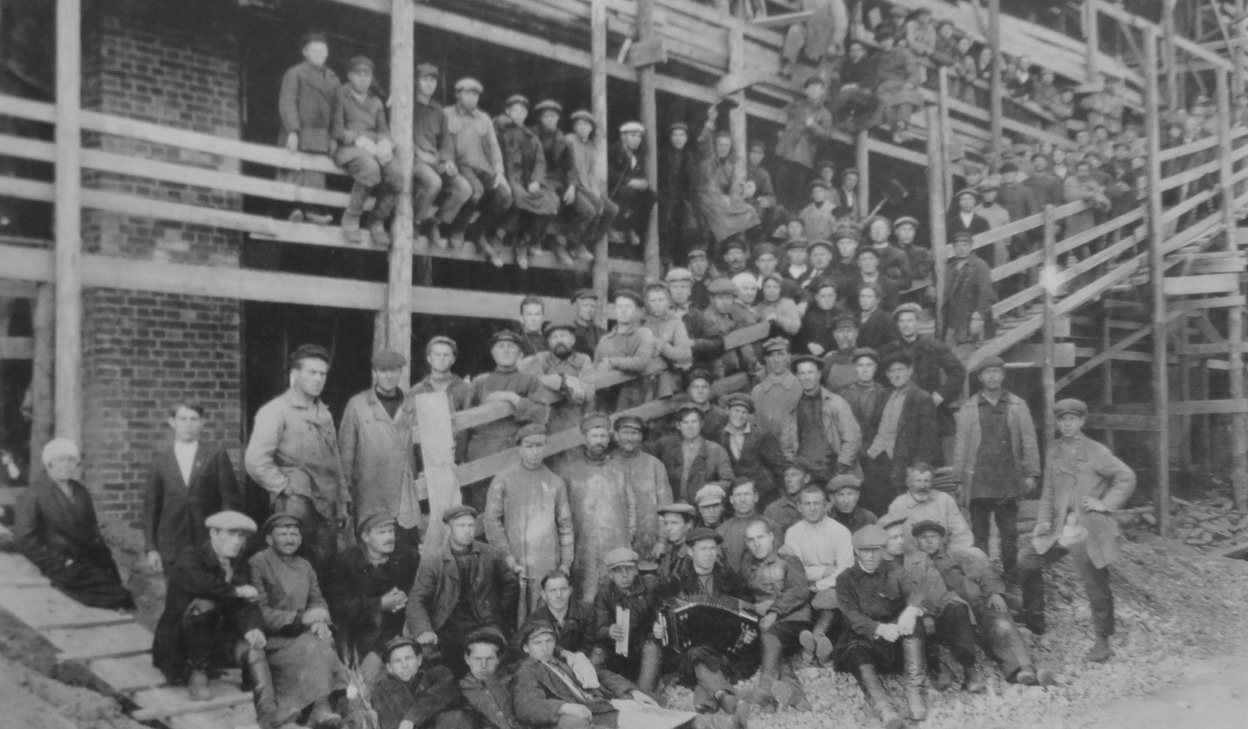
Воскресник на строительстве резинокомбината. 1929 год.

Строительство началось в 1929 году на северной окраине города — на берегу Волги рядом с Полушкиной рощей. В строительстве приняли участие более 20 тысяч крестьян Ярославской, Костромской и других губерний. Стройка, как и большинство в то время, была слабо оснащена технически, строители жили в бараках, им не хватало продовольствия. В процессе строительства осуществлялось активное сотрудничество со специалистами из США.
Для комбината уже во время строительства было подготовлено без отрыва от производства свыше 5000 квалифицированных рабочих, более 800 рабочих и техников прибыло из других городов. 7 ноября 1932 года была изготовлена первая автопокрышка.
В годы Второй пятилетки (1934—1938) на комбинате продолжалось строительство. Производство автопокрышек в 1935 году увеличилось почти в 40 раз по сравнению с 1933 годом. Ярославские покрышки успешно прошли испытания. В 1936—1938 годах силами Волгостроя на другом берегу Волги для комбината был построен опытный завод «Резинотехника».
В 1936—1937 гг. комбинат оказался в тяжёлом положении: специалистов не хватало, рабочие были плохо подготовлены — в результате в течение первых лет не удавалось выполнить план. В сутки выпускалось в 2 раза меньше покрышек, чем по проекту (10 тысяч). Увеличение выпуска покрышек до 12 тысяч в сутки было достигнуто в 1938 году путём установления на комбинате режима террора и массовых репрессий (были арестованы и расстреляны многие руководители комбината и входивших в него предприятий, рядовые работники).
В 1939 году ЯРАК за достигнутые успехи награждён орденом Ленина.
В 1941 году комбинат был упразднён, составлявшие его заводы стали самостоятельными.

## Руководители комбината
- Д. Л. Михайлов (1929—1936 или 1934)
- Л. Т. Стреж (1936—1937)
- В. М. Завалков (1937)